# Agnostokasia
Agnostokasia is een geslacht van rechtvleugeligen uit de familie veldsprinkhanen (Acrididae). De wetenschappelijke naam van dit geslacht is voor het eerst geldig gepubliceerd in 1964 door Gurney & Rentz.

## Soorten
Het geslacht Agnostokasia  is monotypisch en omvat slechts de volgende soort:
- Agnostokasia sublima (Gurney & Rentz, 1964)